# Cockrell Hill
Cockrell Hill è un centro abitato degli Stati Uniti d'America, situato nella contea di Dallas dello Stato del Texas. È completamente circondata dalla città di Dallas.

## Geografia fisica
Cockrell Hill è situata a 32°44′19″N 96°53′21″W (32.738731, -96.889181).
Secondo lo United States Census Bureau, ha un'area totale di 0,6 miglia quadrate (1,6 km²).

## Società

### Evoluzione demografica
Secondo il censimento del 2000, c'erano 4.443 persone, 1.150 nuclei familiari e 959 famiglie residenti nella città. La densità di popolazione era di 7.664,7 persone per miglio quadrato (2,957,7/km²). C'erano 1.205 unità abitative a una densità media di 2.078,8 per miglio quadrato (802,2/km²). La composizione etnica della città era formata dal 44,63% di bianchi, l'1,67% di afroamericani, l'1,04% di nativi americani, lo 0,23% di asiatici, lo 0,02% di isolani del Pacifico, il 49,65% di altre razze, e il 2,77% di due o più etnie. Ispanici o latinos di qualunque razza erano l'84,15% della popolazione.
C'erano 1.150 nuclei familiari di cui il 54,2% aveva figli di età inferiore ai 18 anni, il 59,4% erano coppie sposate conviventi, il 15,8% aveva un capofamiglia femmina senza marito, e il 16,6% erano non-famiglie. Il 12,7% di tutti i nuclei familiari erano individuali e il 5,4% aveva componenti con un'età di 65 anni o più che vivevano da soli. Il numero di componenti medio di un nucleo familiare era di 3,86 e quello di una famiglia era di 4,18.
La popolazione era composta dal 36,6% di persone sotto i 18 anni, il 13,8% di persone dai 18 ai 24 anni, il 30,7% di persone dai 25 ai 44 anni, il 13,1% di persone dai 45 ai 64 anni, e il 5,9% di persone di 65 anni o più. L'età media era di 25 anni. Per ogni 100 femmine c'erano 104,5 maschi. Per ogni 100 femmine dai 18 anni in giù, c'erano 104,9 maschi.
Il reddito medio di un nucleo familiare era di 32.644 dollari, e quello di una famiglia era di 34.722 dollari. I maschi avevano un reddito medio di 25.632 dollari contro i 18.854 dollari delle femmine. Il reddito pro capite era di 10.083 dollari. Circa il 17,1% delle famiglie e il 17,8% della popolazione erano sotto la soglia di povertà, incluso il 22,2% di persone sotto i 18 anni e il 4,5% di persone di 65 anni o più.